# BAFTA al millor guió
El BAFTA al millor guió és un dels premis BAFTA que va atorgar la British Academy of Film and Television Arts (BAFTA) en una cerimònia anual entre el 1969 i el 1983, en reconeixement del millor guió cinematogràfic. A partir del 1984 aquest premi es va dividir en les categories BAFTA al millor guió original i BAFTA al millor guió adaptat.

## Guanyadors i nominats
Els anys indicats són aquells en què es va celebrar la cerimònia, que té lloc l'any següent de l'estrena de les pel·lícules en qüestió.

### Dècada del 1960
| Any  | Pel·lícula                | Nominat(s)                    |
| ---- | ------------------------- | ----------------------------- |
| 1969 | El graduat (The Graduate) | Calder Willingham, Buck Henry |
| 1969 | If....                    | David Sherwin                 |
| 1969 | The Lion in Winter        | James Goldman                 |

### Dècada del 1970
| Any  | Pel·lícula                                                             | Nominat(s)                                                               |
| ---- | ---------------------------------------------------------------------- | ------------------------------------------------------------------------ |
| 1970 | Cowboy de mitjanit (Midnight Cowboy)                                   | Waldo Salt                                                               |
| 1970 | Goodbye, Columbus                                                      | Arnold Schulman                                                          |
| 1970 | Dones enamorades (Women in Love)                                       | Larry Kramer                                                             |
| 1970 | Z                                                                      | Costa-Gavras i Jorge Semprún                                             |
| 1971 | Butch Cassidy and the Sundance Kid                                     | William Goldman                                                          |
| 1971 | Bob, Carol, Ted i Alice (Bob & Carol & Ted & Alice)                    | Paul Mazursky i Larry Tucker                                             |
| 1971 | Kes                                                                    | Barry Hines, Ken Loach, i Tony Garnett                                   |
| 1971 | They Shoot Horses, Don't They?                                         | James Poe i Robert E. Thompson                                           |
| 1972 | El missatger (The Go-Between)                                          | Harold Pinter                                                            |
| 1972 | Gumshoe                                                                | Neville Smith                                                            |
| 1972 | Diumenge, maleït diumenge (Sunday Bloody Sunday)                       | Penelope Gilliatt                                                        |
| 1972 | Vull volar (Taking Off)                                                | Milos Forman, John Guare, Jean-Claude Carrière, i Jon Klein              |
| 1973 | Anatomia d'un hospital (The Hospital)                                  | Paddy Chayefsky                                                          |
| 1973 | L'última projecció (The Last Picture Show)                             | Larry McMurtry i Peter Bogdanovich                                       |
| 1973 | Cabaret                                                                | Jay Presson Allen                                                        |
| 1973 | La taronja mecànica (A Clockwork Orange)                               | Stanley Kubrick                                                          |
| 1974 | El discret encant de la burgesia (Le Charme discret de la bourgeoisie) | Luis Buñuel i Jean-Claude Carrière                                       |
| 1974 | Xacal (The Day of the Jackal)                                          | Kenneth Ross                                                             |
| 1974 | L'empremta (Sleuth)                                                    | Anthony Shaffer                                                          |
| 1974 | A Touch of Class                                                       | Melvin Frank, Jack Rose                                                  |
| 1975 | Chinatown                                                              | Robert Towne                                                             |
| 1975 | Selles de muntar calentes (Blazing Saddles)                            | Mel Brooks, Norman Steinberg, Andrew Bergman, Richard Pryor, i Alan Uger |
| 1975 | La conversa (The Conversation)                                         | Francis Ford Coppola                                                     |
| 1975 | Lacombe Lucien                                                         | Louis Malle i Patrick Modiano                                            |
| 1976 | Alícia ja no viu aquí (Alice Doesn't Live Here Anymore)                | Robert Getchell                                                          |
| 1976 | Tarda negra (Dog Day Afternoon)                                        | Frank Pierson                                                            |
| 1976 | Tauró (Jaws)                                                           | Peter Benchley i Carl Gottlieb                                           |
| 1976 | Nashville                                                              | Joan Tewkesbury                                                          |
| 1977 | Bugsy Malone                                                           | Alan Parker                                                              |
| 1977 | Tots els homes del president (All the President's Men)                 | William Goldman                                                          |
| 1977 | Algú va volar sobre el niu del cucut (One Flew Over the Cuckoo's Nest) | Lawrence Hauben i Bo Goldman                                             |
| 1977 | The Sunshine Boys                                                      | Neil Simon                                                               |
| 1978 | Annie Hall                                                             | Woody Allen i Marshall Brickman                                          |
| 1978 | Network                                                                | Paddy Chayefsky                                                          |
| 1978 | Rocky                                                                  | Sylvester Stallone                                                       |
| 1978 | Equus                                                                  | Peter Shaffer                                                            |
| 1979 | Julia                                                                  | Alvin Sargent                                                            |
| 1979 | Encontres a la tercera fase (Close Encounters of the Third Kind)       | Steven Spielberg                                                         |
| 1979 | La noia de l'adéu (The Goodbye Girl)                                   | Neil Simon                                                               |
| 1979 | A Wedding                                                              | John Considine, Patricia Resnick, Allan F. Nicholls, i Robert Altman     |

### Dècada del 1980
| Any  | Pel·lícula                                                 | Nominat(s)                                       |
| ---- | ---------------------------------------------------------- | ------------------------------------------------ |
| 1980 | Manhattan                                                  | Woody Allen i Marshall Brickman                  |
| 1980 | La síndrome de la Xina (The China Syndrome)                | Mike Gray, T.S. Cook, i James Bridges            |
| 1980 | El caçador (The Deer Hunter)                               | Deric Washburn                                   |
| 1980 | Ianquis (Yanks)                                            | Colin Welland i Walter Bernstein                 |
| 1981 | Being There                                                | Jerzy Kosinski                                   |
| 1981 | Airplane!                                                  | Jim Abrahams, David Zucker i Jerry Zucker        |
| 1981 | L'home elefant (The Elephant Man)                          | Christopher De Vore, Eric Bergren, i David Lynch |
| 1981 | Kramer contra Kramer (Kramer vs. Kramer)                   | Robert Benton                                    |
| 1982 | Gregory's Girl                                             | Bill Forsyth                                     |
| 1982 | Atlantic City                                              | John Guare                                       |
| 1982 | Carros de foc (Chariots of Fire)                           | Colin Welland                                    |
| 1982 | La dona del tinent francès (The French Lieutenant's Woman) | Harold Pinter                                    |
| 1983 | Missing                                                    | Costa-Gavras i Donald Stewart                    |
| 1983 | ET, l'extraterrestre (E.T. the Extra-Terrestrial)          | Melissa Mathison                                 |
| 1983 | Gandhi                                                     | John Briley                                      |
| 1983 | On Golden Pond                                             | Ernest Thompson                                  |